# Dryopteris dickinsii
Espèce
Dryopteris dickinsii est une espèce de fougères de la famille des Dryopteridaceae.

## Répartition
Cette fougère est originaire des forêts humides du Japon, de la Chine et de Taïwan.

## Usages
Utilisée comme plante ornementale.

## Systématique
Le nom correct complet (avec auteur) de ce taxon est Dryopteris dickinsii (Franch. & Sav.) C.Chr..
L'espèce a été initialement classée dans le genre Aspidium sous le basionyme Aspidium dickinsii Franch. & Sav..
Dryopteris dickinsii a pour synonymes :
- Aspidium dickinsii Franch. & Sav.
- Aspidium thibeticum Franch.
- Dryopteris basiaurita Ching
- Dryopteris dickinsii subsp. incisa
- Dryopteris hirtipes subsp. japonica Nakai
- Dryopteris hirtipes var. japonica Nakai
- Dryopteris okushirensis Miyabe & Kudô
- Dryopteris thibetica (Franch.) C.Chr.
- Dryopteris yungtzeensis Ching
- Lastrea thibetica (Franch.) Bedd.
- Nephrodium dickinsii (Franch. & Sav.) Baker
- Nephrodium tibeticum (Franch.) Baker
- Thelypteris thibetica (Franch.) B.K.Nayar & Kaur